# برزیل در المپیک تابستانی ۲۰۲۴
کاروان المپیکی برزیل، یکی از کاروان‌های شرکت‌کننده در بازی‌های المپیک تابستانی ۲۰۲۴ بود. این دوره از بازی‌ها از ۲۶ ژوئیه تا ۱۱ اوت ۲۰۲۴ (۵ تا ۲۱ امرداد ۱۴۰۳ خورشیدی) به میزبانی پاریس، پایتخت فرانسه برگزار شد. برزیلی‌ها پس از ۱۹۲۰ در تمامی ادوار المپیک به جز ۱۹۲۸ آمستردام شرکت کردند.
کانوئیست قهرمان المپیک ۲۰۲۰، ایساکیاس کی‌روش و بازیکن راگبی ۷ نفره، راکوئل کوشان پرچمداران برزیل در آیین گشایش این دوره از بازی‌ها بودند. در آیین پایانی باززی‌ها نیز قهرمانان والیبال ساحلی این دوره از بازی‌ها، دودا لیسبوا و آنا پاتریسیا پرچمداران این کاروان بودند.
برای نخستین‌بار در تاریخ حضور برزیل در المپیک، شمار ورزشکاران زن از مرد در این کاروان بیشتر بود. همچنین تمامی مدال‌های طلا را بانوان این کاروان کسب کردند و تعداد مدال‌آوران زن از مرد بیشتر  بود.

## مدال‌آوران
| مدال | ورزشکار | ورزش        | ماده                        | تاریخ    |
| ---- | --- | ----------- | --------------------------- | -------- |
| طلا  | بئاتریز سوزا | جودو        | ۷۸ کیلوگرم زنان             | ۲ اوت    |
| طلا  | ربکا آندراده | ژیمناستیک   | حرکات زمینی زنان            | ۵ اوت    |
| طلا  | آنا پاتریسیا راموس دودا لیسبوا | والیبال     | والیبال ساحلی زنان          | ۹ اوت    |
| نقره | ویلیان لیما | جودو        | ۶۶ کیلوگرم مردان            | ۲۸ ژوئیه |
| نقره | کایو بونفیم | دو و میدانی | پیاده‌روی ۲۰ کیلومتر مردان   | ۱ اوت    |
| نقره | ربکا آندراده | ژیمناستیک   | هنری تمام‌اسباب انفرادی زنان | ۱ اوت    |
| نقره | ربکا آندراده | ژیمناستیک   | پرش خرک زنان                | ۳ اوت    |
| نقره | تاتیانا وستون-وب | موج‌سواری    | اسکیت‌برد زنان               | ۶ اوت    |
| نقره | ایساکیاس کی‌روش | قایقرانی    | کانو ۱ نفره ۱۰۰۰ متر مردان  | ۹ اوت    |
| نقره | تیم ملی فوتبال زنان برزیل - لورنا سیلوا - آنتونیا سیلوا - تارسیانه لیما - رافائله سوزا - دودا سامپایو - تامیرس دیاز - کرولین فراز - ویتوریا یایا - آدریانا لیال دا سیلوا - مارتا سیلوا - جنیفر کاردینالی - تاینا بورگس - یاسمیم ریبیرو - لودمیلا دا سیلوا - تاییس فریرا - گابی نونز - آنا ویتوریا - گابی پورتیلیو - پریسیلا سیلوا - آنژلینا کنستانتینو - لاورن لیل - لوسیانا ماریا دیونیزیو | فوتبال      | مسابقات زنان                | ۱۰ اوت   |
| برنز | لاریسا پیمنتا | جودو        | ۵۲ کیلوگرم زنان             | ۲۸ ژوئیه |
| برنز | رایسا لیال | اسکیت‌برد    | خیابانی زنان                | ۲۸ ژوئیه |
| برنز | ربکا آندراده جید باربوسا لوران اولیویرا فلاویا سارایوا ژولیا سوارس | ژیمناستیک   | تیم هنری سراسری زنان        | ۳۰ ژوئیه |
| برنز | دنیل کارگنین لئوناردو گونسالوس ویلیان لیما رافائل ماسدو گیلرمه شیمیچ رافائل سیلوا لاریسا پیمنتا کتلین کوادروس رافائلا سیلوا بئاتریز سوزا | جودو        | تیم مختلط                   | ۳ اوت    |
| برنز | بیتریس فریرا | بوکس        | ۶۰ کیلوگرم زنان             | ۳ اوت    |
| برنز | گابریل مدینا | موج‌سواری    | اسکیت‌برد مردان              | ۶ اوت    |
| برنز | آوگوستو آکیو | اسکیت‌برد    | پارک مردان                  | ۷ اوت    |
| برنز | ادیوال پونتس | تکواندو     | ۶۸ کیلوگرم مردان            | ۸ اوت    |
| برنز | الیسون دوس سانتوس | دو و میدانی | ۴۰۰ متر بامانع مردان        | ۹ اوت    |
| برنز | تیم ملی والیبال زنان برزیل - نیمه کوستا - دیانا دوارته - ماکریس کارنیرو - تایسا داهر - روسامریا مونتیبلر - روربرتا راتزکه - گابریلا گیمارائس - آنا کریستینا سوزا - ناتالیا آراوخو - آنا کارولینا داسیلوا - ژولیا برگمن - تاینارا سانتوس - لورنه تیشیرا | والیبال     | رقابت زنان                  | ۱۰ اوت   |

### چندمداله‌ها
| نام           | مدال                     | ورزش      | رویداد                                                                      |
| ------------- | ------------------------ | --------- | --------------------------------------------------------------------------- |
| ربکا آندراده  | طلا · نقره · نقره · برنز | ژیمناستیک | حرکات زمینی زنان انفرادی هنری سراسری زنان پرش خرک زنان تیم هنری سراسری زنان |
| بئاتریز سوزا  | طلا · برنز               | جودو      | ۷۸+ کیلوگرم زنان تیم مختلط                                                  |
| ویلیان لیما   | نقره · برنز              | جودو      | ۶۶ کیلوگرم مردان تیم مختلط                                                  |
| لاریسا پیمنتا | برنز · برنز              | جودو      | ۵۲ کیلوگرم زنان تیم مختلط                                                   |

## شرکت‌کنندگان
جدول زیر به تعداد ورزشکاران این کاوان در رشته‌های گوناگون اشاره دارد.
| ورزشش             | مردان | زنان | کل  |
| ----------------- | ----- | ---- | --- |
| تیراندازی با کمان | ۱     | ۱    | ۲   |
| دو و میدانی       | ۲۴    | ۲۰   | ۴۴  |
| بدمینتون          | ۱     | ۱    | ۲   |
| بسکتبال           | ۱۲    | ۰    | ۱۲  |
| بوکس              | ۵     | ۵    | ۱۰  |
| قایقرانی          | ۵     | ۳    | ۸   |
| دوچرخه‌سواری       | ۳     | ۳    | ۶   |
| شیرجه             | ۰     | ۱    | ۱   |
| سوارکاری          | ۷     | ۰    | ۷   |
| شمشیربازی         | ۱     | ۲    | ۳   |
| فوتبال            | ۰     | ۱۸   | ۱۸  |
| ژیمناستیک         | ۳     | ۱۲   | ۱۵  |
| هندبال            | ۰     | ۱۴   | ۱۴  |
| جودو              | ۷     | ۶    | ۱۳  |
| پنج‌گانه مدرن      | ۰     | ۱    | ۱   |
| روئینگ            | ۱     | ۱    | ۲   |
| راگبی ۷ نفره      | ۰     | ۱۲   | ۱۲  |
| قایقرانی بادبانی  | ۷     | ۵    | ۱۲  |
| تیراندازی         | ۱     | ۲    | ۳   |
| اسکیت‌برد          | ۶     | ۶    | ۱۲  |
| موج‌سواری          | ۳     | ۳    | ۶   |
| شنا               | ۱۱    | ۹    | ۲۰  |
| تنیس روی میز      | ۳     | ۳    | ۶   |
| تکواندو           | ۲     | ۲    | ۴   |
| تنیس              | ۲     | ۳    | ۵   |
| سه‌گانه            | ۲     | ۲    | ۴   |
| والیبال           | ۱۶    | ۱۶   | ۳۲  |
| وزنه‌برداری        | ۰     | ۲    | ۲   |
| کشتی              | ۰     | ۱    | ۱   |
| کل                | ۱۲۳   | ۱۵۴  | ۲۷۷ |